# Alberto Cardaccio
Alberto Víctor Cardaccio Traversa (né le 26 août 1949 en Uruguay, et mort le 28 janvier 2015) est un joueur de football international uruguayen qui évoluait au poste de milieu de terrain, avant de devenir ensuite entraîneur.

## Biographie

### Carrière de joueur

#### Carrière en club
Alberto Cardaccio évolue au sein de trois pays différents : en Uruguay, en Argentine, et au Mexique.
Il dispute 244 matchs au sein du championnat du Mexique, inscrivant 27 buts. Il réalise sa meilleure performance lors de la saison 1976-1977, où il inscrit 8 buts.

#### Carrière en équipe nationale
Avec l'équipe d'Uruguay, il joue 19 matchs (18 selon les sources), sans inscrire de but, entre le 31 mai 1972 et le 19 juin 1974.
Il figure dans le groupe des sélectionnés lors de la Coupe du monde de 1974. Lors du mondial organisé en Allemagne, il ne joue qu'un seul match, contre la Bulgarie.

## Palmarès
Danubio
- Championnat d'Uruguay D2 (1) :
  - Champion : 1970.